# Kadua foggiana
Kadua foggiana ist eine Pflanzenart aus der Gattung Kadua in der Familie der Rötegewächse (Rubiaceae). Sie kommt endemisch auf Hawaii vor.

## Beschreibung

### Vegetative Merkmale
Kadua foggiana wächst als ausladender oder klettender Zwergstrauch, dessen Stämme Längen von 0,1 bis 0,4 Meter erreichen. Die Stämme sind im Querschnitt stielrund. Die kahle Rinde ist häufig etwas glauk.
Die gegenständig an den Zweigen angeordneten Laubblätter sind in einen Blattstiel und eine Blattspreite gegliedert. Der etwas geflügelte Blattstiel ist 0,5 bis 1 Zentimeter lang und an der Basis fein behaart. Die einfache, ledrige Blattspreite ist bei einer Länge von 6,5 bis 16 Zentimetern sowie einer Breite von 2,5 bis 5 Zentimetern elliptisch-verkehrt-eiförmig über länglich-eiförmig bis breit eiförmig geformt. Die Oberseite der Blattspreite ist kahl, während die Unterseite kahl oder entlang der Blattadern spärlich behaart ist. Die Spreitenbasis läuft abgerundet bis annähernd herzförmig zu, die Spreitenspitze ist lang zugespitzt bis geschwänzt und der Spreitenrand ist ganzrandig. Von jeder Seite des Blattmittelnerves zweigen mehrere Paare von an der Spreitenunterseite deutlich erkennbaren Seitennerven ab und die Blattadern höherer Ordnung bilden ein auffälliges, netzartiges Muster. Die bereits früh abfallenden Nebenblätter ähneln den Laubblättern, sind mit der Basis des Blattstieles verwachsen und bilden dadurch eine stachelspitzige Blattscheide. Die dreieckige Blattscheide ist 0,3 bis 0,8 Zentimeter lang und weist eine 0,1 bis 0,2 Zentimeter lange Stachelspitze auf.

### Generative Merkmale
Die schirmrispen-, thyrsus- oder rispenartigen Blütenstände sind fein behaart oder selten auch kahl und stehen an einem Blütenstandsstiel. Die Blütenstände enthalten mehrere gestielte Einzelblüten. Die schlanken Blütenstiele sind 0,2 bis 0,6 Zentimeter lang und sind meist dicht, seltener nur spärlich mit feinen weißen Haaren besetzt.
Die vierzähligen Blüten sind radiärsymmetrisch. Der mehr oder weniger krugförmige Blütenbecher wird etwa 0,1 Zentimeter lang. Die Kelchblätter sind miteinander zu einer Kelchröhre verwachsen. Die Kelchlappen sind bei einer Länge von circa 1 bis 1,5 Millimetern und einer Breite von 0,3 bis 0,5 Millimetern linealisch bis annähernd länglich-spatelförmig geformt. Die fleischigen, grünen bis grünlich gelben Kronblätter sind stieltellerförmig miteinander verwachsen. Die meist rötlich-violette Kronröhre erreicht eine Länge von 0,3 bis 0,9 Zentimeter und ist fein behaart, seltener auch kahl. Die vier Kronlappen erreichen Längen von 0,3 bis 0,4 Zentimetern und weisen an ihren geraden oder zurück gebogenen Spitzen kein Anhängsel auf. Der zweifach gelappte Griffel ist im unteren Teil fein behaart.
Die Kapselfrüchte sind bei einer Länge von 0,25 bis 0,3 Zentimeter und einer Dicke von 0,28 bis 0,4 Zentimeter annähernd kugelig geformt. Das stark gefurchte Endokarp ist etwas verholzt. Jede der Früchte enthält mehrere dunkelbraune Samen. Sie sind unregelmäßig keilförmig geformt, weisen einen kleinen Flügel auf und die Samenschale ist fein gerunzelt.

## Vorkommen
Das natürliche Verbreitungsgebiet von Kadua foggiana liegt auf der zu Hawaii gehörenden Insel Kauaʻi.

## Taxonomie
Die Erstbeschreibung als Hedyotis foggiana erfolgte 1943 durch Francis Raymond Fosberg in Bulletin of the Bernice P. Bishop Museum. Honolulu. Im Jahr 2005 überführten Warren L. Wagner und David H. Lorence die Art als Kadua foggiana in Systematic Botany in die Gattung Kadua. Ein Synonym für Kadua foggiana (Fosberg) W.L. Wagner & Lorence ist Kadua longipedunculata Skottsb.